# トリストン・マッケンジー
トリストン・アンドリュー・マッケンジー（Triston Andrew McKenzie, 1997年8月2日 - ）は、アメリカ合衆国ニューヨーク州ニューヨーク市ブルックリン区出身のプロ野球選手（投手）。右投右打。MLBのクリーブランド・ガーディアンズ所属。

## 経歴
2015年のMLBドラフト1巡目戦力均衡ラウンドA（全体42位）でクリーブランド・インディアンスから指名され、プロ入り。契約後、傘下のルーキー級アリゾナリーグ・インディアンスでプロデビュー。4試合（先発3試合）に登板して1勝1敗、防御率0.75、17奪三振を記録した。
2016年はA-級マホーニングバレー・スクラッパーズとA級レイクカウンティ・キャプテンズに所属し、2球団合計で15試合に先発登板して6勝5敗、防御率1.62、102奪三振を記録した。
2017年はA+級リンチバーグ・ヒルキャッツに所属し、25試合に先発登板して12勝6敗、防御率3.46、186奪三振を記録した。また、7月にはオールスター・フューチャーズゲームのアメリカ合衆国選抜として選出された。
2018年にMLB.comが発表したプロスペクトランキングでは23位、インディアンスの組織内では2位にランクインした。シーズンではAA級アクロン・ラバーダックスに所属し、16試合に先発登板して7勝4敗、防御率2.68、87奪三振を記録した。
2019年は広背筋を痛めて全休した。オフの11月20日にルール・ファイブ・ドラフトでの流出を防ぐために40人枠入りした。
2020年8月22日にメジャー初昇格を果たし、メジャーデビューとなった同日のデトロイト・タイガース戦では先発して6回を1失点、10奪三振で初登板初勝利を挙げた。この年は8試合（先発6試合）に登板して2勝1敗、防御率3.24、42奪三振を記録した。ニューヨーク・ヤンキースとのワイルドカードシリーズでポストシーズン初登板を果たしたが、第2戦の6回表から登板し、2失点を喫して、シーズン終了となった。
2021年5月31日のシカゴ・ホワイトソックス戦で、球団新記録でリーグタイ記録となる8者連続奪三振を記録した。8月15日のデトロイト・タイガース戦では8回途中まで完全試合を続けていたが、あと4アウトまで迫ったところで安打を許した。この年は25試合（24先発）に登板し、5勝9敗、防御率4.95、136奪三振を記録した。
2022年は初の二ケタ勝利となる11勝（11敗）を記録した。
2023年は開幕を故障者リストで迎えた。6月4日にシーズン初登板を果たした。

## 投球スタイル
| 球種           | 割合 | 平均球速 | 平均球速 | 最高球速 | 最高球速 |
| 球種           | %    | mph      | km/h     | mph      | km/h     |
| フォーシーム   | 61.6 | 92.1     | 148.2    | 95.6     | 153.9    |
| スライダー     | 19.1 | 86.4     | 139      | 90.3     | 145.3    |
| カーブ         | 18   | 79.3     | 127.6    | 82.2     | 132.3    |
| チェンジアップ | 1.3  | 86       | 138.4    | 88.2     | 141.9    |

BMIがわずか19しかない長身痩躯の体型から投げ込まれる平均92mph前後の速球が投球の6割以上を占める。変化球は、主にスライダーとカーブを投げる。特にカーブは切れ味、変化量ともに抜群で、野球アナリストのロブ・フリードマンは「打つのは不可能な82マイル（約132キロ）のカーブボール」と絶賛した。チェンジアップが向上すればエース級の器になれると言われている。

## 詳細情報

### 年度別投手成績
| 年 度    | 球 団    | 登 板 | 先 発 | 完 投 | 完 封 | 無 四 球 | 勝 利 | 敗 戦 | セ 丨 ブ | ホ 丨 ル ド | 勝 率 | 打 者 | 投 球 回 | 被 安 打 | 被 本 塁 打 | 与 四 球 | 敬 遠 | 与 死 球 | 奪 三 振 | 暴 投 | ボ 丨 ク | 失 点 | 自 責 点 | 防 御 率 | W H I P |
| -------- | -------- | ----- | ----- | ----- | ----- | -------- | ----- | ----- | -------- | ----------- | ----- | ----- | -------- | -------- | ----------- | -------- | ----- | -------- | -------- | ----- | -------- | ----- | -------- | -------- | ------- |
| 2020     | CLE      | 8     | 6     | 0     | 0     | 0        | 2     | 1     | 0        | 0           | .667  | 127   | 33.1     | 21       | 6           | 9        | 0     | 1        | 42       | 0     | 0        | 12    | 12       | 3.24     | 0.90    |
| 2021     | CLE      | 25    | 24    | 0     | 0     | 0        | 5     | 9     | 0        | 0           | .357  | 495   | 120.0    | 84       | 21          | 58       | 0     | 3        | 136      | 2     | 2        | 66    | 66       | 4.95     | 1.18    |
| 2022     | CLE      | 31    | 30    | 0     | 0     | 0        | 11    | 11    | 0        | 0           | .500  | 741   | 191.1    | 138      | 25          | 44       | 0     | 5        | 190      | 8     | 0        | 65    | 63       | 2.96     | 0.95    |
| 2023     | CLE      | 4     | 4     | 0     | 0     | 0        | 0     | 3     | 0        | 0           | .000  | 73    | 16.0     | 12       | 1           | 13       | 0     | 0        | 16       | 1     | 0        | 9     | 9        | 5.06     | 1.56    |
| 2024     | CLE      | 16    | 16    | 0     | 0     | 0        | 3     | 5     | 0        | 0           | .375  | 340   | 75.2     | 69       | 19          | 49       | 1     | 1        | 74       | 5     | 0        | 46    | 43       | 5.11     | 1.56    |
| MLB：5年 | MLB：5年 | 84    | 80    | 0     | 0     | 0        | 21    | 29    | 0        | 0           | .420  | 1776  | 436.1    | 324      | 72          | 173      | 1     | 10       | 458      | 16    | 2        | 198   | 193      | 3.98     | 1.14    |

- 2024年度シーズン終了時

### 年度別守備成績
| 年 度 | 球 団 | 投手（P） | 投手（P） | 投手（P） | 投手（P） | 投手（P） | 投手（P） |
| 年 度 | 球 団 | 試 合     | 刺 殺     | 補 殺     | 失 策     | 併 殺     | 守 備 率  |
| ----- | ----- | --------- | --------- | --------- | --------- | --------- | --------- |
| 2020  | CLE   | 8         | 0         | 4         | 0         | 0         | 1.000     |
| 2021  | CLE   | 25        | 5         | 12        | 0         | 0         | 1.000     |
| 2022  | CLE   | 31        | 12        | 9         | 1         | 1         | .955      |
| 2023  | CLE   | 4         | 0         | 0         | 0         | 0         | ----      |
| 2024  | CLE   | 16        | 9         | 2         | 1         | 0         | .917      |
| MLB   | MLB   | 84        | 26        | 27        | 2         | 1         | .964      |

- 2024年度シーズン終了時

### 記録
MiLB
- オールスター・フューチャーズゲーム選出：1回（2017年）

### 背番号
- 26（2020年）
- 24（2021年 - ）